# Gaietà Renom i Llonch
|  | Per a altres significats, vegeu «Gaietà Renom i Garcia». |

Gaietà Renom i Llonch (Barcelona, 2 de febrer de 1805- 4 de març de 1873) fou un escriptor i religiós escolapi barceloní.
Estudià llatí al col·legi de les Escoles Pies, recent fundat a Sabadell (1818). Vestí l'hàbit de l'orde el 1821 i ensems que perfeccionava els seus estudis, donà algunes classes als col·legis de Calella] (Maresme), Barcelona i Moià. El 1827 fou destinat a l'internat de Sant Antoni (Barcelona), del qual fou un brillant professor de llatí, retòrica i poètica i més tard director.
No obstant de la pèrdua de l'arxiu escolapi el 1909, resten de la seva ploma els Exercicis Pioliterarios del colegio Antoniano (Barcelona, 1829, 1830, 1831 i 1833), on i són estampades Advertencias pedagógicas i Composiciones literarias llatines i castellanes, en prosa i vers.
Renom fou el mestre i un dels consellers de Manuel Milà i Fontanals, segons indica el doctor Josep Torras i Bages (Obres completes, tom VIII). Se'l tenia per un dels millors oradors sagrats del seu temps, com ho testifiquen les dues Colecciones de sermones arxivats en la biblioteca del Col·legi escolapi (Mataró), on el 1833 passà a regentar la càtedra pública de filosofia, fins al juny de 1835, fugint del perill de mort es refugià a França, on fou acollit de manera excel·lent al costat del bisbe de Perpinyà, que ben aviat descobrí la vàlua del religiós escolapi i l'anomenà capellà de Sant Esteve. Allí treballà com gelós apòstol, i essent el pare de quants acudien a ell i braç dret del bisbe, el 1845 va rebre la nova restauració de les Escoles Pies a Espanya per llei votada per unanimitat a les Corts i promulgada el 5 de març per Isabel II d'Espanya, i retornà a Mataró, on donà a conèixer unes Lecciones de Filosofia moral (1846).
Nomenat assistent i secretari provincial, passà de nou al Col·legi de Barcelona i essent a la vegada mestre dels joves escolapis. De 1852 a 1858 rector de Barcelona; de 1858 a 1863, rector a Mataró: de 1863 a 1869 vice-provincial in capite i, per acabar, prepòsit provincial. Fou, a més, conseller del bisbe doctor Pantaleó Montserrat, que l'anomenà examinador sinodal. En tots els càrrecs fou sempre home docte i d'extremada pietat. De la seva ploma brollaren algunes de les delicades poesies dedicades a Ferran VII i Amàlia (Barcelona, 1828),i en col·laboració amb el també sacerdot Antoni Masramon compongué una Geografia que, malgrat que escrita per a infants, s'adoptà com a text en el dos cursos filosòfics (Barcelona, 1832).
A Moià es conserven unes Defenses jurídiques i unes Censures eclesiàstiques sobre llibres que són indici de la seva variada i sòlida erudició. A la cúria episcopal els seus dictàmens eren molt apreciats per la profunditat del seu fons, metòdica exposició i clar i precís llenguatge.